# کوه کارتیه
کوه کارتیه (به انگلیسی: Mount Cartier) یک کوه در کانادا است که در بریتیش کلمبیا واقع شده‌است. کوه کارتیه ۲٬۶۱۰٫ متر بالاتر از سطح دریا واقع شده‌است.